# Lisa (Romênia)
Lisa é uma comuna romena localizada no distrito de Brașov, na região histórica da Transilvânia. A comuna possui uma área de 87.21 km² e sua população era de 1613 habitantes segundo o censo de 2007.